# ろりーた絶対王政
『ろりーた絶対王政』は、三嶋くるみ（みしまくるみ）による漫画作品。『まんがタイムきららフォワード』（芳文社）において、増刊号Vol.8から2009年5月号まで連載された。単行本は全3巻。

## 概要
女の子があまり好きではない主人公、藤原鷹彦のもとにある日双子の姉妹が同居することになった。とても可愛らしい高校生の女の子で優しい性格の姉・るるとは対照的に、妹のりりは一見すると小学生のように体も小さく顔も幼いうえ、性格も生意気。主に主人公と双子姉妹との生活を描く、ラブコメディー。

## 登場人物
藤原鷹彦（ふじわらたかひこ）
本作品の主人公。16歳の高校生。女の子が苦手で、あまり好きではなく、これまで女の子という存在に極力避けて来ていた。しかし、鷹彦のもとに双子の姉妹が同居することになったことで、女の子に対する考え方に変化が生まれてくる。通っている高校では演劇部に所属し、脚本と演出助手を担当している。
小鳥遊りり（たかなしりり）
鷹彦のもとに同居することになった双子の妹。見た目は小学生だが学力は並外れたものがあり、転校早々に行われた試験では学年トップとなった。お姉ちゃん子で、一日の大半は姉のるると一緒にいる。最初は子ども扱いする鷹彦とは険悪な関係が続いたが、日々生活していく中で徐々にその関係を深めていく。
小鳥遊るる（たかなしるる）
鷹彦のもとに同居することになった双子の姉。外見は美しく、優しい性格で、下駄箱には何通ものラブレターが入っていることもある。勉強はあまり得意ではなく、病弱で転校初日は貧血で倒れる場面も。同級生の一部からいじめを受けたりすることもあるが、本人はそれを全く気にしない。但し妹のるるがいじめられるときは容赦せず、まるで別人のようにいじめた本人を問い詰める、妹思いな一面もある。
斉塔朱音（さいとうあかね）
るるたちに初めて声を掛けてきたクラスメイト。萌とは幼なじみで、演劇部に所属。
草凪萌（くさなぎもえ）
同じくるるたちに初めて声を掛けてきたクラスメイト。演劇部に所属。
真田ちはや
りりの以前通っていた学校での友人。服装や性格は若干ませているところがあり、11歳にして36人もの男子を手玉にとるという超人。
三村タカシ
りりの以前通っていた学校での友人。若干りりのことが気になっている様子。
有馬修也
りりの以前通っていた学校での友人。めがねをかけている。

## 単行本
1. 2008年3月12日初版（2月27日実売） ISBN 978-4-8322-7685-7
2. 2008年10月11日初版（9月27日実売） ISBN 978-4-8322-7737-3
3. 2009年5月27日初版（5月12日実売） ISBN 978-4-8322-7803-5